# Яніс Акменс
Яніс Акменс (латис. Jānis Akmens; *5 вересня 1887, Берені — †25 листопада 1958, Рига) — латвійський журналіст і громадський діяч.

## Біографія
Закінчив Миколаївську гімназію в Ризі та юридичний факультет Московського Університету (1914).
Дебютував у пресі в 1903 в газеті «Baltijas Vēstnesis». Повернувшись до Риги в 1914, входив до складу редакції газети «Dzimtenes Vēstnesis» (до 1917). У 1917 разом з Юрісом Калніньшем та Миколою Шіліньшем зробив спробу відродити видання газети «Baltijas Vēstnesis», в 1919 опублікував на її сторінках (з продовженням) свій роман «Квітка папороті» (латис. Papardes zieds). У 1920-1922 редактор газети «Latvijas Vēstnesis».
У 1922-1940 працював в латвійській секції Червоного Хреста, з кінця 1920-их — її генеральний секретар.

## Нагороди
У 1929 нагороджений Орденом Трьох Зірок.